# Coleophora pseudodianthi
Coleophora pseudodianthi is een vlinder uit de familie kokermotten (Coleophoridae). De wetenschappelijke naam is voor het eerst geldig gepubliceerd in 2006 door Baldizzone & Tabell.
De soort komt voor in Europa.